# Tom Hollander
Thomas Anthony Hollander (Oxford, Inglaterra; 25 de agosto de 1967), conocido como Tom Hollander, es un actor británico de cine, teatro y televisión. Hollander se formó en el National Youth Theatre y luego participó en producciones teatrales como miembro de Footlights y fue presidente de la Marlowe Society. Más tarde obtuvo éxito por sus papeles en el teatro y en la gran pantalla, ganando un premio BAFTA y un premio del Sindicato de Actores, así como ha obtenido varias nominaciones a los premios Tony y a los premios Olivier.
Destacan sus papeles de Sr. William Collins en Orgullo y prejuicio de Joe Wright (2005) y como Lord Cutler Beckett en la franquicia de Piratas del Caribe. Otros papeles cinematográficos incluyen: Gosford Park (2001), Elizabeth: The Golden Age (2007), Valkyrie (2008), In the Loop (2009), Hanna (2011), About Time (2013), Misión: Imposible - Nación Secreta (2015), Bohemian Rhapsody (2018) o The King's Man (2021).

## Biografía
Hollander nació en Bristol y creció en Oxford. El padre de Hollander es un judío checo cuya familia se convirtió al catolicismo, y su madre es inglesa; Hollander fue criado como cristiano. La familia tenía antecedentes académicos y musicales: su abuelo, Hans Hollander, era un musicólogo que escribió libros sobre el compositor Janáček. Los padres de Hollander eran profesores y su padre dirigía el departamento de ciencias de una prestigiosa escuela de Oxford. Asistió al Dragon School y luego a la Abingdon School, donde fue corista principal. De joven, fue miembro del Teatro Nacional Juvenil y del Teatro Nacional Juvenil de Música (entonces conocido como Teatro Musical Infantil). En 1981, a la edad de 14 años, obtuvo el papel principal en una dramatización de la BBC de Leon Garfield, en John Diamond.
Hollander estudió inglés en Selwyn College, Cambridge. Participó activamente en producciones teatrales como miembro de Footlights y fue presidente de la Marlowe Society. Sam Mendes (esposo de Kate Winslet y director de American Beauty), un amigo y compañero de estudios, lo dirigió en varias obras mientras estaban en Cambridge, incluida una producción aclamada por la crítica de Cyrano de Bergerac.

## Carrera

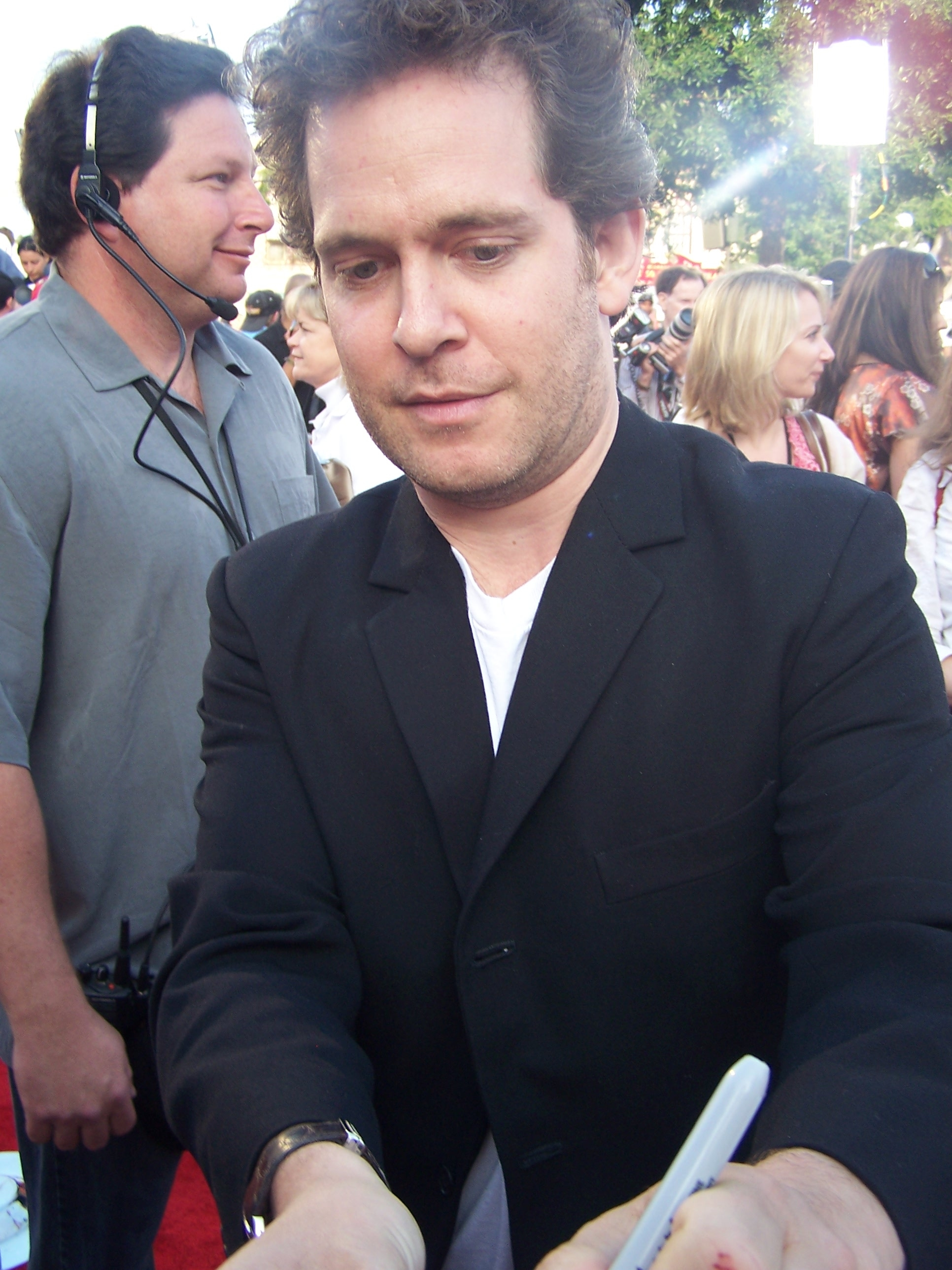
Tom Hollander

Tom Hollander comenzó trabajando en el teatro, antes de actuar en la televisión y en el cine. 
Estudió inglés con su amigo de la infancia Sam Mendes  en la Universidad de Cambridge. Mendes dirigió numerosas piezas de teatro en las que actuó Hollander. Dado que no encontró trabajo tras sus estudios, aceptó la oferta de Mendes para trabajar en la escenificación de La ópera de los tres centavos en su teatro, Donmar Warehouse. Fue así como comenzó en el teatro de forma profesional.
Desde entonces participó en numerosas piezas de teatro en Inglaterra (mayoritariamente en el "Donmar Warehouse"), pero también en Broadway, tanto en papeles protagonistas como secundarios. A menudo recibió el papel de «villano». A la vez también participó en algunas películas con papeles secundarios. 
Se hizo popular en el cine con su participación en Enigma (2001), Orgullo y prejuicio (2005), y aún más con su participación en la saga Piratas del Caribe como el malvado lord Cuttler Becket. Además, actuó en 2004 junto a Johnny Depp en The Libertine. Trabajó en varias ocasiones junto con Bill Nighy, Michael Gambon, Jack Davenport, Keira Knightley y Rupert Friend.

## Vida personal
La hermana de Hollander es la directora, escritora y cantante Julia Hollander. Los hermanos y su padre Tony Hollander presentaron un documental de BBC Radio 3 en 2020, explorando la historia de cómo Tony y sus padres escaparon de la inminente ocupación nazi de Checoslovaquia en 1938. Una carta de un ingeniero de sonido de la radio de la BBC salvó la vida de su padre.
En 2010 se comprometió con la diseñadora Fran Hickman, pero terminaron su relación siete años más tarde.
Reside en Notting Hill, Londres. En enero de 2016, se convirtió en miembro honorario del Selwyn College de Cambridge.

## Filmografía

### Cine
| Año  | Película                                                                  | Personaje                                      |
| ---- | ------------------------------------------------------------------------- | ---------------------------------------------- |
| 1993 | Sylvia Hates Sam                                                          | Amigo                                          |
| 1996 | Some Mother's Son                                                         | Farnsworth                                     |
| 1996 | True Blue                                                                 | Sam Peterson                                   |
| 1998 | Martha, Meet Frank, Daniel and Laurence                                   | Daniel                                         |
| 1998 | Bedrooms and Hallways                                                     | Darren                                         |
| 1999 | The Clandestine Marriage                                                  | Sir John Ogelby                                |
| 2000 | The Announcement                                                          | Ben                                            |
| 2000 | Maybe Baby                                                                | Ewan Proclaimer                                |
| 2001 | Enigma                                                                    | Logie                                          |
| 2001 | Lawless Heart                                                             | Nick                                           |
| 2001 | Gosford Park                                                              | Anthony Meredith                               |
| 2002 | Possession                                                                | Euan                                           |
| 2004 | Piccadilly Jim                                                            | Willie Partridge                               |
| 2004 | Belleza prohibida                                                         | Sir Peter Lely                                 |
| 2004 | Paparazzi                                                                 | Leonard Clarke                                 |
| 2004 | The Libertine                                                             | Etherege                                       |
| 2005 | Orgullo y prejuicio                                                       | Mr. Collins                                    |
| 2006 | The Darwin Awards                                                         | Henry                                          |
| 2006 | Land of the Blind                                                         | Maximilian II                                  |
| 2006 | Pirates of the Caribbean: Dead Man's Chest                                | Cutler Beckett                                 |
| 2006 | Un buen año                                                               | Charlie Willis                                 |
| 2006 | Rabbit Fever                                                              | Tod Best                                       |
| 2007 | Piratas del Caribe: en el fin del mundo                                   | Cutler Beckett                                 |
| 2007 | Elizabeth: The Golden Age                                                 | Amias Paulet                                   |
| 2008 | Valkyrie                                                                  | Coronel Heinz Brandt                           |
| 2009 | In the Loop                                                               | Simon Foster                                   |
| 2009 | El solista                                                                | Graham Claydon                                 |
| 2010 | Away We Stay                                                              | David                                          |
| 2011 | Hanna                                                                     | Isaacs                                         |
| 2011 | The Voorman Problem                                                       | Voorman                                        |
| 2012 | A Liar's Autobiography: The Untrue Story of Monty Python's Graham Chapman | Recording Engineer (voz)                       |
| 2012 | Mother’s Milk                                                             | Narrador                                       |
| 2013 | About Time                                                                | Harry                                          |
| 2013 | The Invisible Woman                                                       | Wilkie Collins                                 |
| 2014 | Muppets Most Wanted                                                       | Periodista                                     |
| 2014 | The Riot Club                                                             | Jeremy Villiers                                |
| 2015 | Mission: Impossible – Rogue Nation                                        | Primer ministro del Reino Unido                |
| 2016 | The Promise                                                               | Garin                                          |
| 2016 | Revolution: New Art for a New World                                       | Kazimir Malevich (voz)                         |
| 2017 | Holy Lands                                                                | Moshe                                          |
| 2017 | Tulip Fever                                                               | Dr. Sorgh                                      |
| 2017 | Breathe                                                                   | Bloggs y David Blacker                         |
| 2018 | A Private War                                                             | Sean Ryan                                      |
| 2018 | Bohemian Rhapsody                                                         | Jim Beach                                      |
| 2018 | Bird Box                                                                  | Gary                                           |
| 2018 | Mowgli: Legend of the Jungle                                              | Tabaqui                                        |
| 2021 | The King's Man                                                            | Jorge V / Guillermo II / Nicolás II / Percival |
| 2021 | Extinct                                                                   | Charles Darwin (voz)                           |
| 2022 | El niño, el topo, el zorro y el caballo                                   | El topo (voz)                                  |

### Televisión
| Año             | Título original                               | Personaje                   | Notas                                                          |
| --------------- | --------------------------------------------- | --------------------------- | -------------------------------------------------------------- |
| 1981            | John Diamond                                  | William Jones               | Telefilme                                                      |
| 1993–1995       | Harry                                         | Jonathan                    | 19 episodios                                                   |
| 1994            | Milner                                        | Ben Milner                  | Telefilme                                                      |
| 1995            | The Bill (Policía de barrio)                  | O'Leary                     | Episodio: "Getaway"                                            |
| 1996            | Absolutely Fabulous (Absolutamente fabulosas) | Paolo Ferruzzi              | 2 episodios                                                    |
| 1997            | Gobble                                        | Pipsqueak                   | Telefilme                                                      |
| 1999            | Wives and Daughters                           | Osborne Hamley              | Miniserie (4 episodios)                                        |
| 2001            | The Life and Adventures of Nicholas Nickleby  | Mr. Mantalini               | Telefilme                                                      |
| 2003            | The Lost Prince                               | George V                    | Telefilme                                                      |
| 2003            | Cambridge Spies                               | Guy Burgess                 | Miniserie (4 episodios)                                        |
| 2004            | The Hotel in Amsterdam                        | Laurie                      | Telefilme                                                      |
| 2004            | London                                        | T. S. Eliot                 | Telefilme                                                      |
| 2005            | Bridezillas                                   | Narrador                    | Episodio: "Korliss and Noelle"                                 |
| 2006–2021       | American Dad!                                 | Varios personajes (voz)     | 11 episodios                                                   |
| 2007            | The Company                                   | Adrian Philby               | Miniserie (6 episodios)                                        |
| 2007–2008       | Freezing                                      | Leon                        | 3 episodios                                                    |
| 2008            | John Adams                                    | Jorge III                   | Episodio: "Reunion"                                            |
| 2008            | Headcases                                     | David Cameron (voz)         | 2 episodios                                                    |
| 2008            | The Meant to Be's                             |                             | Telefilme                                                      |
| 2009            | Desperate Romantics                           | John Ruskin                 | 6 episodios                                                    |
| 2009            | Gracie!                                       | Monty Banks                 | Telefilme                                                      |
| 2009            | The Thick of It                               | Cal Richards                | Episodio #3.8                                                  |
| 2009            | Legally Mad                                   | Steven Pearle               | Telefilme                                                      |
| 2010            | Any Human Heart                               | Duque de Windsor            | 3 episodios                                                    |
| 2010–2014       | Rev.                                          | Reverendo Adam Smallbone    | 19 episodios; también creador, guionista y productor ejecutivo |
| 2011            | Aqua Teen Hunger Force                        | Chuck (voz)                 | Episodio: "Vampirus"                                           |
| 2012, 2018–2021 | Family Guy                                    | Varios personajes (voz)     | 4 episodes                                                     |
| 2013            | Ambassadors                                   | Prince Mark                 | 2 episodios                                                    |
| 2014            | A Poet in New York                            | Dylan Thomas                | Telefilme                                                      |
| 2016            | The Night Manager                             | Lance "Corky" Corkoran      | Miniseries                                                     |
| 2016            | Doctor Thorne                                 | Doctor Thorne               | 3 episodios                                                    |
| 2017            | Taboo                                         | Dr. George Cholmondeley     | 5 episodios                                                    |
| 2019            | Baptiste                                      | Edward Stratton             | 6 episodios                                                    |
| 2020–presente   | Harley Quinn                                  | Alfred Pennyworth (voz)     | 7 episodios                                                    |
| 2020            | Us                                            | Douglas Petersen            | 4 episodios                                                    |
| 2020            | Robot Chicken                                 | Percival, Professor X (voz) | 1 episodio                                                     |
| 2022            | The Ipcress File                              | Major Dalby                 | 6 episodios                                                    |
| 2022            | The White Lotus                               | Quentin                     | 7 episodios                                                    |
| 2024            | Feud: Capote vs. The Swans                    | Truman Capote               | 8 episodios                                                    |

### Teatro
| Año     | Obra                                  | Personaje        | Notas                               |
| ------- | ------------------------------------- | ---------------- | ----------------------------------- |
| 1994–95 | The Threepenny Opera                  | Macheath         | Donmar Warehouse, West End          |
| 1997    | The Government Inspector              | Performer        | Almeida Theatre, West End           |
| 1998    | The Judas Kiss                        | Bosie            | Almeida Theatre, West End           |
| 1998    | The Judas Kiss                        | Bosie            | Broadhurst Theatre, Broadway        |
| 2003    | The Hotel In Amsterdam (John Osborne) | Laurie           | Donmar Warehouse                    |
| 2016    | Travesties                            | Henry Carr       | Menier Chocolate Factory, West End  |
| 2017    | Travesties                            | Henry Carr       | Apollo Theatre, West End            |
| 2018    | Travesties                            | Henry Carr       | American Airlines Theatre, Broadway |
| 2022–23 | Patriots                              | Boris Berezovsky | Almeida Theatre, West End           |

### Videojuegos
| Año  | Videojuego                               | Personaje      | Notas        |
| ---- | ---------------------------------------- | -------------- | ------------ |
| 2007 | Pirates of the Caribbean: At World's End | Cutler Beckett | Papel de voz |

## Reconocimientos
En 1992 ganó el Ian Charleson Award por su papel en Way of the World, en el teatro lírico de Hammersmith. Junto con el resto del elenco ganó en 2002 el Screen Actor’s Guild Award por su trabajo en Gosford Park. En 2005 fue nominado en los British Independent Film Awards al premio como actor secundario por The Libertine, pero no lo ganó. En 2006 recibió el London Critics' Circle Film Award por el mejor trabajo como actor secundario en Orgullo y prejuicio. Ese mismo año recibió el Peter Sellers Award para la comedia por ese mismo papel.
Premios de la Academia Británica de la Televisión
| Año  | Trabajo           | Categoría              | Resultado | Ref.   |
| ---- | ----------------- | ---------------------- | --------- | ------ |
| 2010 | Gracie!           | Mejor actor de reparto | Nominado  | [ 28 ] |
| 2011 | Rev.              | Mejor actor de comedia | Nominado  | [ 28 ] |
| 2012 | Rev.              | Mejor guion de comedia | Nominado  | [ 28 ] |
| 2012 | Rev.              | Mejor actor de comedia | Nominado  | [ 28 ] |
| 2015 | Rev.              | Mejor actor de comedia | Nominado  | [ 28 ] |
| 2017 | The Night Manager | Mejor actor de reparto | Ganador   | [ 28 ] |

Premios Laurence Olivier
| Año  | Trabajo    | Categoría   | Resultado | Ref.   |
| ---- | ---------- | ----------- | --------- | ------ |
| 2017 | Travesties | Mejor actor | Nominado  | [ 29 ] |
| 2023 | Patriots   | Mejor actor | Nominado  | [ 30 ] |

Premios Primetime Emmy
| Año  | Trabajo                    | Categoría                           | Resultado | Ref.   |
| ---- | -------------------------- | ----------------------------------- | --------- | ------ |
| 2024 | Feud: Capote vs. The Swans | Mejor actor - Miniserie o telefilme | Pendiente | [ 31 ] |

Premios del Sindicato de Actores
| Año  | Trabajo           | Categoría                           | Resultado | Ref.   |
| ---- | ----------------- | ----------------------------------- | --------- | ------ |
| 2001 | Gosford Park      | Mejor reparto                       | Ganador   | [ 32 ] |
| 2018 | Bohemian Rhapsody | Mejor reparto                       | Nominado  | [ 33 ] |
| 2023 | The White Lotus   | Mejor reparto de televisión - Drama | Ganador   | [ 34 ] |

Premios Tony
| Año  | Trabajo    | Categoría   | Resultado | Ref.   |
| ---- | ---------- | ----------- | --------- | ------ |
| 2018 | Travesties | Mejor actor | Nominado  | [ 35 ] |